# Суман (міфологія)
Су́ман (лат. Summanus) — італьське божество, культ якого спочатку був поєднаний з культом Юпітера. Коли 278 р. до н. е. в глиняну статую С. вдарив грім, римляни спорудили йому новий храм біля Великого цирку. С. вважали богом нічного неба, чи нічних гроз.